# O Simpático Jeremias
O Simpático Jeremias  é um filme brasileiro de 1940, dirigido por Moacyr Fenelon. O filme é baseado na peça homônima de Gastão Tojeiro.

## Sinopse
À procura de trabalho, Jeremias se emprega numa pensão em Petrópolis: sempre a filosofar e citando constantemente os ensinamentos de 'seu excelso mestre Sirenio Calado'. Jeremias se envolve com os hóspedes do recinto. Entre estes se dá uma trama pontuada por infidelidades amorosas e trapaças financeiras. Neste seu envolvimento, lança, com freqüência, pensamentos de sua 'filosofia'.

## Elenco
| Ator/Atriz         | Personagem |
| ------------------ | ---------- |
| Barbosa Jr.        | Jeremias   |
| Antonieta Mattos   | Violeta    |
| Belmira de Almeida | Madalena   |
| Norma Geraldy      | Laura      |
| Zezé Porto         | Elisa      |
| Arnaldo Amaral     | Otávio     |
| Francisco Moreno   | Artur      |
| Modesto de Souza   | Bernardo   |
| Carlos Barbosa     | Ademar     |
| Álvaro de Sousa    | Félix      |